# Terminal de Pasajeros de Puerto Ordaz
La Terminal de Pasajeros de Puerto Ordaz , es un terminal de buses que sirve a la ciudad de Puerto Ordaz , Venezuela  ubicado en la Prolongación de la Avenida Guayana con la Avenida Norte Sur 1 al sur de la ciudad. Ofrece destinos a la mayoría de las ciudades de Venezuela y a ciudades del exterior como Boa Vista, Río de Janeiro, Cúcuta con escala en San Cristóbal y Cali con escala en San Cristóbal. Uno de los terminales más modernos del sur del país, fue inaugurado en marzo de 1977 reemplazando al viejo Terminal de Oriente ubicado en San Félix.

## Historia
Esta Terminal se inauguró a mediados de 1977, en reemplazo del antiguo Terminal de Oriente de San Félix, La remodelación fue una obra ejecutada durante la gestión y mandato del exalcalde José Ramón López. Abrió sus puertas al público ofreciendo modernas instalaciones y itinerarios accesibles a todos los viajeros.
Es uno de los Terminales más modernos del sur-oriente del país reemplazando así a la Terminal de Pasajeros de Ciudad Bolívar. Cuenta con modernas instalaciones como salas de embarque y desembarque, deslizadores de entrega de equipajes, restaurantes, salas de espera con aire acondicionado A y B, Internet Inalámbrico, estacionamiento para 200 autos aprox. y taquillas y counters para la compra de boletos.

## Modernización de la Terminal
Desde inicios de la gestión del alcalde José Ramón López, el Terminal de Pasajeros Manuel Piar brinda a los usuarios modernas e innovadoras instalaciones que contribuyen con el desarrollo progresivo que experimenta Ciudad Guayana. En el año 2011 fue objeto de una remodelación y modernización entre las cuales destacan: la incorporación de cintas para el transporte de equipaje, repavimentación de la plataforma comercial, remodelación de la fachada posterior e interior, ampliación del estacionamiento, construcción de la sala de espera y taquillas para la compra de boletos. También se han adquirido modernos equipos de seguridad para resguardo y protección de los pasajeros. Actualmente es uno de los terminales más modernos e importantes del país.

## Transporte
El pasajero puede desplazarse desde el Terminal a través de los servicios de taxi y Autobuses.

### Destinos
El Terminal de Pasajeros de Puerto Ordaz ofrece destinos a 23 estados, 3 países y 66 ciudades, siendo así el tercer terminal de pasajeros de mayor importancia en Venezuela. 
 Bolívar
- Ciudad Bolívar
- Upata
- Ciudad Piar
- El Pao
- El Palmar
- Santa Elena de Uairen
- Guasipati
- El Callao
- Los Pijiguaos
- El Dorado
- Las Claritas

 Monagas
- Maturín
- Caripe
- Punta de Mata

 Sucre
- Cumaná
- Carúpano
- Chacopata

 Anzoátegui
- Barcelona
- Puerto La Cruz
- Soledad
- Anaco
- El Tigre
- Lechería

  Delta Amacuro
- Tucupita

 Distrito Capital
- Caracas

 Carabobo
- Valencia
- Puerto Cabello

 Amazonas
- Puerto Ayacucho

 Táchira
- San Cristóbal
- La Fría

 Apure
- San Fernando de Apure
- Puerto Páez
- Elorza

 Zulia
- Maracaibo
- Machiques
- Cabimas
- Ciudad Ojeda
- Santa Bárbara del Zulia

 Barinas
- Barinas
- Sabaneta

 Lara
- Barquisimeto

 Falcón
- Coro
- Punto Fijo
- Las Piedras

 Mérida
- El Vigía
- Mérida

 Aragua
- Maracay

 Cojedes
- San Carlos

 Guárico
- Calabozo
- Valle de la Pascua
- San Juan de los Morros

 Miranda
- Los Teques
- Higuerote
- Petare
- Guarenas

 Trujillo
- Trujillo
- Boconó

 Portuguesa
- Guanare
- Araure

 Yaracuy
- San Felipe
- Chivacoa

 Vargas
- La Guaira

### Destinos internacionales
Brasil
- Boa Vista
- Río de Janeiro

 Colombia
- Cúcuta
- Cali